# McGraw
McGraw es una villa ubicada en el condado de Cortland en el estado estadounidense de Nueva York. En el año 2000 tenía una población de 1,000 habitantes y una densidad poblacional de 392 personas por km².

## Geografía
McGraw se encuentra ubicada en las coordenadas 42°35′40″N 76°5′34″O / 42.59444, -76.09278.

## Demografía
Según la Oficina del Censo en 2000 los ingresos medios por hogar en la localidad eran de $33,750, y los ingresos medios por familia eran $38,654. Los hombres tenían unos ingresos medios de $27,361 frente a los $22,063 para las mujeres. La renta per cápita para la localidad era de $15,076. Alrededor del 9.9% de la población estaban por debajo del umbral de pobreza.